# Кессіді Феохарій Харлампійович
Феохарій Харлампійович Кессіді (грец. Θεοχάρης Κεσσίδης, 13 березня 1920, Санта, Грузинська Демократична Республіка — 23 грудня 2009, Афіни) — радянський і грецький філософ та історик давньогрецької філософії. Член-кореспондент Афінської академії (1987).

## Біографія
Народився у невеличкому селі Санта Цалкського району Грузії. 1938 року закінчив середню школу у Тбілісі, після чого вступив до Московського інституту історії, філософії та літератури (після об'єднання ІФЛІ та МГУ, закінчував вже філософський факультет МГУ). Закінчив аспірантуру МГУ, захистив 1950 року кандидантську дисертацію за темою «Філософія Геракліта Ефеського».
Пізніше дійсний член Московської академії гуманітарних досліджень, з 1995 року дійсний член Санкт-Петербурзької академії гуманітарних наук. Викладав філософію у багатьох вузах Москви.
З 1970 до 1992 працював в інституті філософії АН СРСР. Автор більше 250 наукових праць, перекладених на 15 мов світу.
Феохарій Кессіді був одним з найбільш активних поборників за відновлення викладання грецької мови у місцях компактного проживання етнічних греків на теренах СРСР та пізніше колишнього СРСР. За його ініціативою з 1978 року у Цалці відбувались конференції, присвяченні питанням давньогрецької філософії — «Аристотелівські читання».
2002 року Грецька Республіка з приводу 28-ї річниці становлення демократії у Греції нагородила Кессіді орденом «Золотий хрест честі», який вченому вручав особисто президент країни Константінос Стефанопулос.
В середині 2008 року Кессіді разом із родиною переїхав до села Прохома, що у номі Салоніки, де на той час жив його молодший брат Ахіллес Кессіді. Аристотелівські читання від 2009 року проводяться у Ростові-на-Дону за організаційної підтримки Івана Саввіді..
Пішов з життя 23 грудня 2009 в Афінах. Похований Феохарій Кессіді у селі Прохома.
19 грудня 2010 року урочисто відкрито пам'ятник з білого граніту з написом грецькою та російською мовами:
«Философ Академик Кессидис Х. Феохарис. Прохожий, поведай Эллинам и народам былого СССР, что человек, прах которого покоится здесь, честно выполнил свой долг, распространяя по свету Эллинскую мудрость и свободу».